# Cucullia umbristiga
Cucullia umbristiga là một loài bướm đêm trong họ Noctuidae.